# ГЕС Агуамілпа
ГЕС Агуамілпа (Raúl J. Marsal) — гідроелектростанція у мексиканському штаті Наярит. Розміщена між ГЕС El Cajon (вище за течією) і ГЕС Сан-Рафаель (24,3 МВт). Входить до складу каскаду на річці Grande de Santiago, яка впадає до Тихого океану за 240 км на північний захід від Гвадалахари.
У межах проекту річку перекрили кам'яно-накидною греблею із бетонним облицюванням висотою 187 метрів, довжиною 642 метри та шириною по гребеню 6 метрів, яка потребувала 14 млн м3 матеріалу. Вона утримує водосховище з площею поверхні від 70 км2 до 128 км2 та об'ємом 6950 млн м3, з яких «мертвий» об'єм (до позначки 190 метрів НРМ) становить 2827 млн м3, а 1418 млн м3 (між позначками 220 та 232 метри НРМ) зарезервовані для протиповеневих заходів.
Пригреблевий машинний зал споруджений у підземному виконанні та має розміри 134х23 метри при висоті 50 метрів. Основне обладнання станції становлять три турбіни типу Френсіс потужністю по 320 МВт, які працюють при напорі 145 метрів та забезпечують виробництво 2131 млн кВт-год електроенергії на рік.